# Douglas Lowe
Douglas Gordon Arthur Lowe (Manchester, 7 augustus 1902 - Cranbrook, 30 maart 1981) was een atleet, die gespecialiseerd was in de middellange afstanden. Hij werd tweemaal olympisch kampioen, in 1924 in Parijs en in 1928 in Amsterdam.

## Loopbaan
In 1924 won Lowe de 800 m in de Europese recordtijd van 1.52,4. Hij nam toen ook deel aan de 1500 m en werd daarop vierde in 3.57,0. In 1928 won hij de 800 m met een flinke voorsprong in 1.51,8, een olympisch record. Met de 4 x 400 m estafetteploeg werd hij bovendien vijfde. In 1926 liep Lowe een wereldrecord op de toen erkende afstand 600 yd van 1.10,6.
Aan het eind van 1928 beëindigde Lowe zijn atletiekloopbaan om rechten te gaan studeren. In de loop van zijn leven zou hij rechter worden en schopte hij het tot "Recorder" bij het Crown Court.

## Titels
- Olympisch kampioen 800 m - 1924, 1928
- Brits kampioen 440 yd - 1927, 1928
- Brits kampioen 880 yd - 1927, 1928
- Brits kampioen 4 x 440 yd - 1927

## Persoonlijke records
| Onderdeel   | Prestatie      | Datum        | Plaats |
| ----------- | -------------- | ------------ | ------ |
| 440 yd      | 48,8           | 1927         |        |
| 800 m       | 1.51,2 (ex-NR) | 1928         |        |
| 1500 m      | 3.57,0         | 19 juni 1924 | Parijs |
| 1 Eng. mijl | 4.21,0         | 1925         |        |

## Palmares

### 440 yd
- 1927:  Britse kamp. - 48,8 s
- 1928:  Britse kamp. - 50,0 s

### 800 m
- 1924:  OS - 1.52,4
- 1928:  OS - 1.51,8 (OR)

### 880 yd
- 1924:  Britse kamp.
- 1926:  Britse kamp. - 1.52,0
- 1927:  Britse kamp. - 1.54,6
- 1928:  Britse kamp. - 1.56,6

### 1500 m
- 1924: 4e Britse kamp.
- 1924: 4e OS - 3.57,0

### 4 x 400 m
- 1928: 5e OS - 3.16,4 (NR)

### 4 x 440 yd
- 1927:  Britse kamp. 3.19,6

1896: Teddy Flack ·
1900: Alfred Tysoe ·
1904: Jim Lightbody ·
1908: Mel Sheppard ·
1912: Ted Meredith ·
1920: Albert Hill ·
1924: Douglas Lowe ·
1928: Douglas Lowe ·
1932: Tommy Hampson ·
1936: John Woodruff ·
1948: Mal Whitfield ·
1952: Mal Whitfield ·
1956: Tom Courtney ·
1960: Peter Snell ·
1964: Peter Snell ·
1968: Ralph Doubell ·
1972: Dave Wottle ·
1976: Alberto Juantorena ·
1980: Steve Ovett ·
1984: Joaquim Cruz ·
1988: Paul Ereng ·
1992: William Tanui ·
1996: Vebjørn Rodal ·
2000: Nils Schumann ·
2004: Joeri Borzakovski ·
2008: Wilfred Bungei ·
2012: David Rudisha ·
2016: David Rudisha ·
2020: Emmanuel Korir ·
2024: Emmanuel Wanyonyi
- Bibliothèque nationale de France: cb170688920 (data)
- Gemeinsame Normdatei: 1027200354
- International Standard Name Identifier: 0000 0001 1973 511X
- Library of Congress Control Number: no2011081705
- SNAC: w6446xmz
- Virtual International Authority File: 170688899
- WorldCat: E39PBJhrYBT8PcP3BFhdvqT4MP